# Saint-Bonnet-le-Château
Saint-Bonnet-le-Château – miejscowość i gmina we Francji, w regionie Owernia-Rodan-Alpy, w departamencie Loara. Nazwa miejscowości pochodzi od imienia św. Boneta.
Według danych na rok 1990 gminę zamieszkiwało 1687 osób, a gęstość zaludnienia wynosiła 902 os./km² (wśród 2880 gmin regionu Rodan-Alpy Saint-Bonnet-le-Château plasuje się na 511. miejscu pod względem liczby ludności, natomiast pod względem powierzchni na miejscu 1695.).
W roku 1928 w Saint-Bonnet-le-Château założony został przez Jeana Blanca pierwszy na świecie zakład produkujący metalowe bule do pétanque. Obecnie w miejscu dawnego zakładu marki JB mieści się muzeum petanque. W pobliżu miasta działa też największy na świecie zakład produkcyjny firmy Obut.

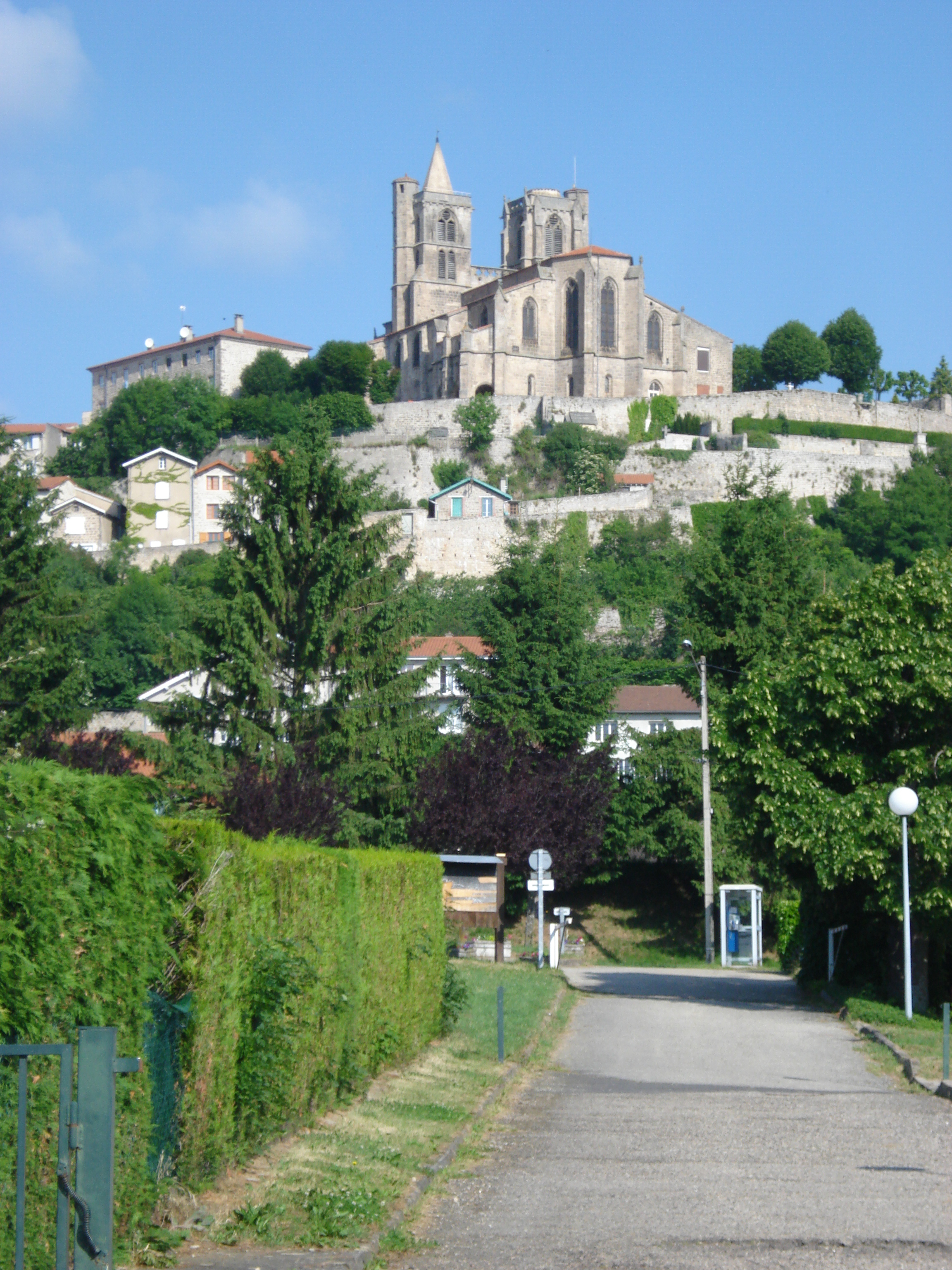
Saint-Bonnet-le-Château, 2009